# گیاه‌پارچ آندولاتیفولیا
نیپنتیز آندولاتیفولیا (نام علمی: Nepenthes undulatifolia) نام یک گونه از سرده گیاه پارچ است.